# Wih Terjun
Wih Terjun is een bestuurslaag in het regentschap Aceh Tengah van de provincie Atjeh, Indonesië. Wih Terjun telt 421 inwoners (volkstelling 2010).